# Irã nos Jogos Olímpicos de Inverno de 2002
O Irã participou dos Jogos Olímpicos de Inverno de 2002 em Salt Lake City, nos Estados Unidos. O país estreou nos Jogos em 1956 e em Salt Lake City fez sua 7ª apresentação, sem conquistar nenhuma medalha.